# سرجعبه‌ای
سرجعبه‌ای (نام علمی: Pyxicephalus) نام یک سرده از زیرخانواده سرجعبه‌ایان است.

## گونه‌ها
- گاوغوک آفریقایی (Tschudi, ۱۸۳۸)
- Pyxicephalus edulis  (ویلهلم پترس, ۱۸۵۴)
- Pyxicephalus obbianus (Calabresi, ۱۹۲۷)